# Ebershausen

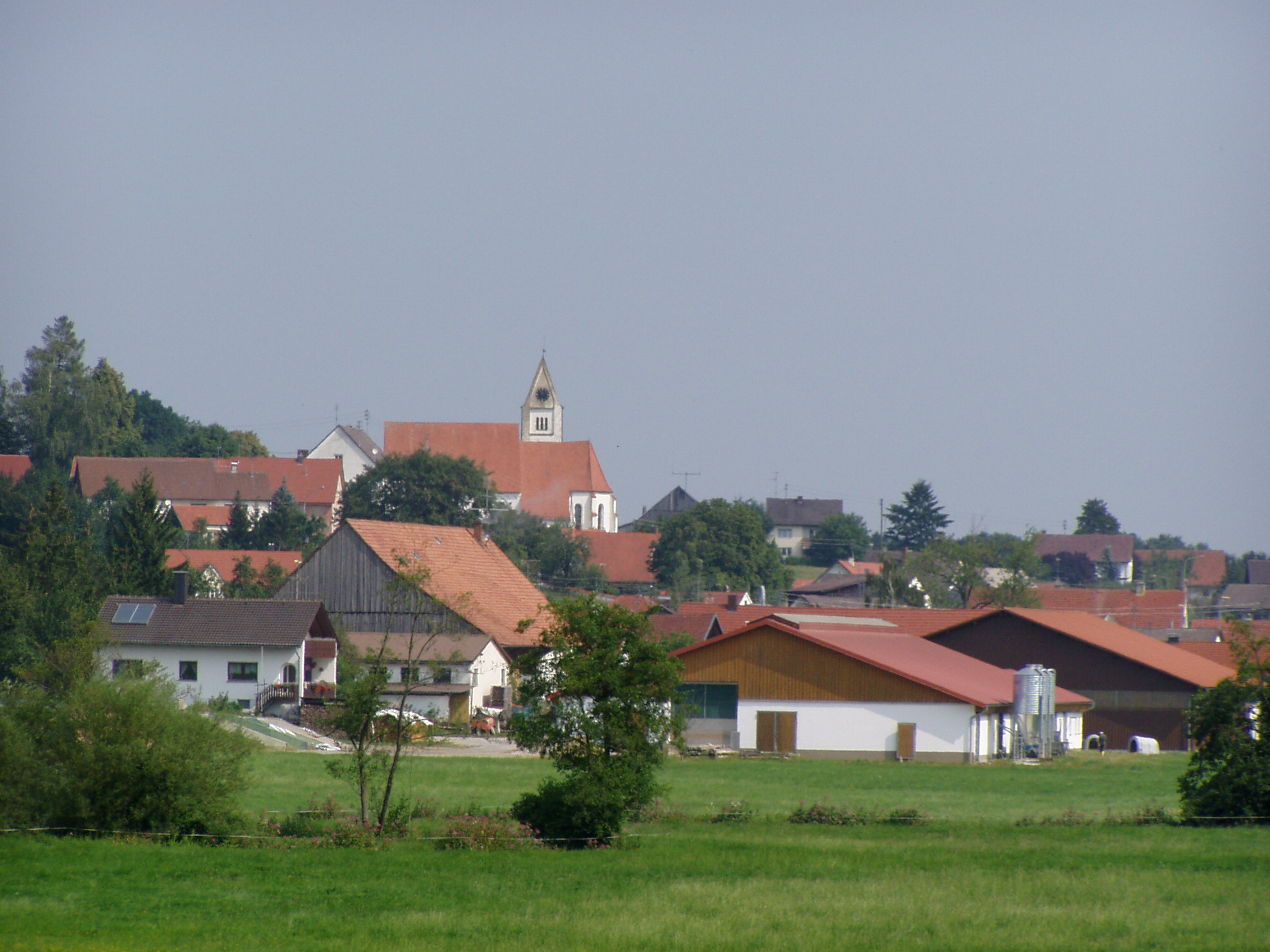
Ebershausen von Süden

Ebershausen ist eine Gemeinde im schwäbischen Landkreis Günzburg (Bayern). Die Gemeinde ist Mitglied der Verwaltungsgemeinschaft Krumbach.

## Geografie

### Lage und Gemeindegliederung
Die Gemeinde liegt in der Region Donau-Iller.
Es gibt drei Gemeindeteile (in Klammern ist der Siedlungstyp angegeben):
- Ebershausen (Pfarrdorf)
- Seifertshofen (Kirchdorf)
- Waltenberg (Dorf)

Die drei Orte bilden zugleich die drei Gemarkungen, die es auf dem Gemeindegebiet gibt.
Die Gemeinde liegt am westlichen Talrand des Haselbachtals in dem Bereich, in dem die Gutnach in den Haselbach mündet. Nördlich von Ebershausen, ebenfalls am westlichen Talrand des Haselbachtals liegt Seifertshofen. Waltenberg dagegen liegt nordöstlich von Ebershausen am westlichen Rand des Riedels zwischen dem Tal der Gutnach und des Krumbächles.
Im Nordwesten grenzt das Gemeindegebiet an das beliebte Naherholungsgebiet Oberrieder Weiher.

### Nachbargemeinden
Nachbargemeinden sind im Norden die Gemeinde Breitenthal, im Osten die Stadt Krumbach, im Südosten die Gemeinde Waltenhausen, im Süden die im Landkreis Unterallgäu liegende Gemeinde Kirchhaslach und im Westen die ebenfalls zum Nachbarlandkreis gehörende Gemeinde Kettershausen. Im Osten grenzt die Gemeinde außerdem an das gemeindefreie Gebiet Ebershauser-Nattenhauser Wald, von dem das Dorf Waltenberg fast vollständig umgeben ist.

## Geschichte

### Bis zur Gemeindegründung
Ebershausen gehörte zum Stiftungsgut des Reichsstifts Roggenburg und war seit dem 15. Jahrhundert Lehensbesitz des Hochstifts Augsburg. Seit dem Reichsdeputationshauptschluss von 1803 gehört der Ort zu Bayern. Im Zuge der Verwaltungsreformen in Bayern entstand mit dem Gemeindeedikt von 1818 die Gemeinde Ebershausen.

### Eingemeindungen
Im Zuge der Gebietsreform in Bayern wurde am 1. Mai 1978 die Gemeinde Seifertshofen eingegliedert.

### Einwohnerentwicklung
| Jahr      | 1961 | 1970 | 1987 | 1991 | 1995 | 2000 | 2005 | 2010 | 2015 |
| Einwohner | 607  | 603  | 582  | 585  | 619  | 628  | 621  | 600  | 608  |

Zwischen 1988 und 2018 wuchs die Gemeinde von 570 auf 606 um 36 Einwohner bzw. um 6,3 %.

## Politik

### Gemeinderat und Bürgermeister
Bei der Gemeinderatswahl 2020 lag nur der Wahlvorschlag der Freien Wählergemeinschaft vor, die wie schon in der Amtszeit von 2014 bis 2020 alle acht Sitze erhielt.
Erster Bürgermeister ist seit 1. Mai 2020 Harald Lenz (Grüne); er wurde als einziger Bewerber am 15. März 2020 mit 84,0 % der Stimmen gewählt. Sein Vorgänger war mit einer Amtszeit von 30 Jahren – von 1990 bis 2020 – Herbert Kubicek (* 1949) (Freie Wählergemeinschaft). Er war zuletzt 2014 mit 79,8 % der Stimmen im Amt bestätigt worden.
Liste der Bürgermeister
- 1933–1945: Anselm Selg
- 1945–1946: Matthäus Gutmann (von den amerikanischen Militärregierung ernannt)
- 1946–1966: Adolf Jäckle
- 1966–1990: Adolf Albrecht
- 1990–2020: Herbert Kubicek[5]

### Wappen
| Wappen von Ebershausen | Blasonierung: „Gespalten von Rot und Silber, belegt mit einer Hebezange in verwechselten Farben.“ |
| Wappen von Ebershausen | Wappenbegründung: Ebershausen gehörte seit dem 15. Jahrhundert zum Lehensbesitz des Hochstifts Augsburg. Daran erinnern die Farben Rot und Silber im Gemeindewappen. Die Hebezange ist dem Wappen der Familie Schapran entnommen, die seit 1425 in Ebershausen belegt ist. Sie steht beispielhaft für alle anderen Familien, vorwiegend aus dem Ulmer Bürgertum, die Lehensleute in Ebershausen waren. Dieses Wappen wird seit 1969 geführt. |

## Sehenswürdigkeiten
Die Pfarrkirche St. Martin wurde in der zweiten Hälfte des 15. Jahrhunderts erbaut und im 18. Jahrhundert umgebaut. Im Jahr 1913 wurde die Kirche im Stil des Neubarocks ausgestattet. Seit einer Purifizierung in den 1970er Jahren ist der Innenraum sehr schlicht gehalten. Die am höchsten Punkt des Ortes liegende Kirche ist von den Tälern des Haselbachs und der Gutnach weithin sichtbar. Von 2007 bis 2015 wurde die Kirche restauriert und künstlerisch neu orientiert.

## Wirtschaft und Infrastruktur

### Wirtschaft einschließlich Land- und Forstwirtschaft
Nach der amtlichen Statistik 2016 gab es 37 sozialversicherungspflichtig Beschäftigte am Arbeitsort. Von der Wohnbevölkerung standen 266 Personen in einer versicherungspflichtigen Tätigkeit. Damit war die Zahl der Auspendler um 229 höher als die der Einpendler. Drei Einwohner waren arbeitslos. Im gleichen Jahr gab es in der Gemeinde 15 landwirtschaftliche Betriebe.

### Verkehr
Durch das Gemeindegebiet führt die Bundesstraße 300 (Memmingen – Krumbach) von Südwest nach Nordost und die Kreisstraße GZ 13 von Norden nach Süden entlang der Täler des Haselbachs im Norden und der Gutnach im Süden.
Seit Juli 2009 sind die Orte der Gemeinde an den Stadtbusverkehr von Krumbach (Flexibus Krumbach) angeschlossen, der mit Kleinbussen nach dem Prinzip des bedarfsgesteuerten Flächenbetriebes durchgeführt wird.

### Bildung
Es gibt folgende Einrichtungen (Stand: 2018):
- 1 Kindertageseinrichtung mit 27 genehmigten Plätzen und 22 Kindern